# مولیزه
مولیز(به ایتالیایی: Molise)یکی از ناحیه‌های ۲۰ گانه ایتالیا است که تا سال ۱۹۶۳ با آبروزو یک ناحیه محسوب می‌شود و اکنون از هم تفکیک شده‌اند.
این ناحیه 4,438 km² مساحت و جمعیتی بالغ بر ۳۰۰٬۰۰۰ نفر دارد.

## استان‌ها
| استان           | مساحت (km²) | جمعیت   | تراکم جمعیت (inh./km²) |
| --------------- | ----------- | ------- | ---------------------- |
| استان کامپوباسو | ۲,۹۰۹       | ۲۳۱,۹۲۱ | ۷۹.۷                   |
| استان ایسرنیا   | ۱,۵۲۹       | ۸۸,۹۳۱  | ۵۸.۲                   |